# Sune Genell
Sune Genell, född 9 maj 1897 i Södra Åsums församling, Malmöhus län, död 7 december 1960, var en svensk läkare (obstetriker) och professor.
Genell avlade studentexamen i Malmö 1916 och inskrevs därefter vid Lunds universitet. Parallellt med sina medicinstudier var Genell med och grundade kårtidningen Lundagård 1920 och blev påföljande år den andre i raden av tidningens redaktörer.
Genell blev medicine licentiat 1928 och medicine doktor samt docent 1938. Under 1920- och 1930-talen verkade han som kvinnoläkare vid bland annat Universitetssjukhuset i Lund och Akademiska sjukhuset i Uppsala, lasaretten i Simrishamn, Vänersborg och Kristianstad samt barnbördshusen i Helsingborg och Göteborg. Från 1938 var han överläkare vid kvinnokliniken på Malmö allmänna sjukhus. Han utnämndes 1948 till professor i obstetrik och gynekologi och blev ledamot av Fysiografiska sällskapet i Lund 1950. Han författade ett hundratal avhandlingar och uppsatser inom obstetrik, gynekologi, endokrinologi och fysiologi.